# Streblosiopsis
Streblosiopsis là một chi thực vật có hoa trong họ Thiến thảo (Rubiaceae).

## Loài
Chi Streblosiopsis gồm các loài: